# Lola Montezová
Marie Dolores Eliza Rosanna Gilbert, hraběnka z Landsfeldu (17. února 1821 – 17. ledna 1861), známá jako Lola Montezová, byla irská tanečnice a herečka, kurtizána a milenka bavorského krále Ludvíka I., jenž jí udělil titul hraběnka z Landsfeldu. Svůj vliv na krále využila k zavedení liberálních reforem. Na začátku revoluce v německých státech roku 1848 byla nucena uprchnout. Později žila ve Spojených státech, kam odešla přes Rakousko, Švýcarsko, Francii a Londýn.